# Il Tartuffo
Il Tartuffo o l'Impostore (Tartuffe ou l'Imposteur) è una commedia in cinque atti del drammaturgo francese Molière.

## Trama

### Atto I

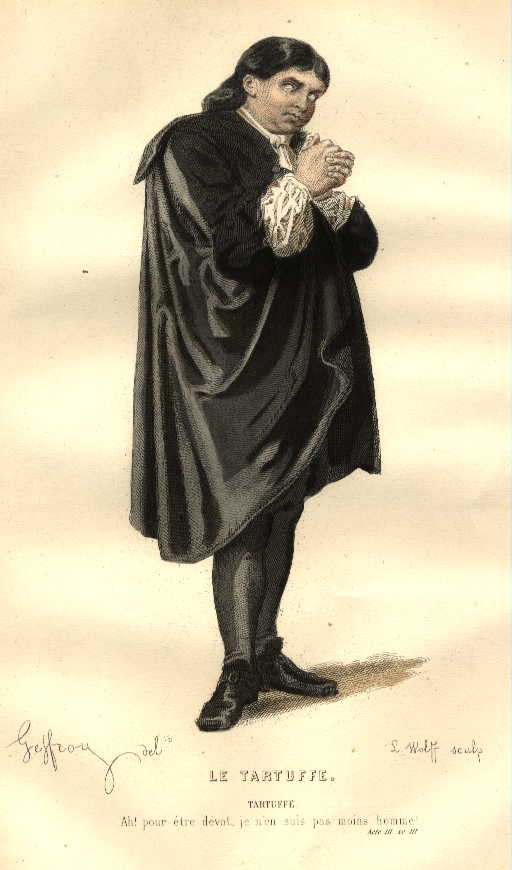
Tartuffo

La scena inizia con la Signora Peronella (madre di Orgone, il padrone di casa), che presuntuosamente sentenzia nei confronti di vari membri della famiglia (Elmira, Marianna, Damide e Cleante), e della servitù (Filippa e Dorina), esplicitamente guidata dall'opinione di un certo Tartuffo. L'anziana Peronella rimprovera per le più futili cose, come per esempio l'invitare a casa costantemente amici, cosa che fa chiacchierare il vicinato, e che non piace a Tartuffo. Non appena l'anziana signora esce di casa, Dorina (cameriera di Mariana, figlia di Orgone e innamorata di Valerio) e Cleante (cognato di Orgone) hanno un breve dialogo nel quale viene descritto come Orgone, il padrone di casa, sia totalmente assoggettato alla volontà del Tartuffo che, consapevole di ciò, se ne approfitta altamente. Cleante rivela come Tartuffo sia amato cento volte di più dei suoi familiari, di come lui sia il suo unico consigliere e di come a lui spettino tutti i privilegi e i lussuosi eccessi. Cleante è colui che si prende carico degli oneri di famiglia, o che riveste la figura maschile di capo famiglia, dal momento che Orgone pensa stupidamente solamente a Tartuffo.
Rientra quindi in casa Orgone, il quale essendo stato fuori casa per due giorni, si fa fare il resoconto da Dorina, sulle condizioni della famiglia. In questa scena si assiste a come lui sia solamente interessato all'incolumità di Tartuffo, il quale gode di ottima salute, mostrando addirittura indifferenza per le condizioni della moglie, che invece ha passato una terribile nottata. Orgone lo appella costantemente "pover'uomo", provando sentimenti di compassione, nonostante Dorina asserisca che stia in perfetta salute. Subito dopo, Orgone ha un'altra discussione con il cognato Cleante, il quale cerca in tutti i modi di fargli notare di come si sia fatto ingenuamente irretire da quello che lui reputa un pover'uomo. Orgone, a difesa del suo beniamino, racconta di come lo ha conosciuto. Tutte le mattine, andando in chiesa, se lo trovava a pregare energicamente in ginocchio, e con le mani rivolte al cielo, e sempre pronto a offrirgli l'acqua santa all'uscita dalla chiesa. Mosso dalla compassione per il suo stato di estrema povertà, raccontatagli dal suo discepolo, decise di offrirgli regali di vario genere, che il "pover'uomo" ogni volta divideva in parti uguali con i poveri come lui. Fu tale comportamento che lo fece cascare nella trappola del Tartuffo, e che lo fece ospitare a casa sua.
Orgone prosegue l'arringa difensiva del suo beneamato , elencando tutte le sue virtù (false). Descrive addirittura di come sia protettivo e geloso nei confronti della moglie, ogni qual volta un uomo tenta di farle la corte. La discussione termina con Cleante che adempie al favore che Damide (figlio di Orgone) gli aveva poco prima chiesto; rimembrare ad Orgone, di mantenere la promessa di matrimonio tra Marianna e Valerio. A tal proposito, Orgone si mostra titubante e diffidente, schivando infine le ripetute domande di chiarimento, con un frenetico addio. Da tale discussione Cleante percepisce che dietro a tale cambio d'opinione, c'è lo zampino del malevolo Tartuffo, che infatti vuole per sé Marianna.

### Atto II
Orgone annuncia alla figlia Marianna, che ella avrà l'onore di sposarsi con il talentuoso Tartuffo. Nonostante l'infausta notizia, Marianna non manifesta alcuna opposizione, sapendo di non poter far niente contro la decisione dell'anziano padre autoritario. In aiuto della giovane però, giunge la cameriera Dorina, che avendo ascoltato tutta la discussione, nascosta, difende energicamente la volontà di Marianna, di sposare Valerio , accusando e criticando invece, il padre, e il presunto pretendente Tartuffo. Dorina biasima Tartuffo, oltre che per le sue miserabili origini, e per la sua devozione per il cielo poco credibile, anche per il suo brutto viso, che ella fa intendere al lettore chiamandolo "bellissimo muso". Con le sue continue critiche sarcastiche, Dorina riesce a far perdere le staffe ad Orgone, il quale dopo averla minacciata a lungo, le tira un ceffone, che l'audace cameriera evita.
Orgone quindi se ne va in preda alla totale esasperazione, per le continue interruzioni e sferzate di Dorina, la quale ridà animo a Marianna, che si scopre essere una ragazza molto fragile, e poco combattiva. Proprio mentre la fedele cameriera le parla, giunge l'originario promesso sposo Valerio, il quale, una volta a conoscenza della decisione del padre ha un diverbio con la sua amata. Fortunatamente interviene Dorina, che comportandosi da guida saggia e astuta, li convince a far pace, e a non mollare, ma ad organizzarsi tramite espedienti e scusanti, per procrastinare il matrimonio con il Tartufo il più possibile.

### Atto III
Dorina mette Damide a conoscenza dei progetti che il signor Orgone ha per Marianna e Tartuffo. Inoltre lo informa che Elmira (moglie di Orgone) ha chiesto di vederlo subito, per avere chiarimenti sulla notizia di tale matrimonio. Tartuffo, dunque, sale sino alla stanza di Elmira, accompagnato dal discepolo Lorenzo, che si congeda portando via con sé il cilicio, mai usato, ma al solo scopo di rafforzare la maschera di umile penitente. Non appena rimane solo con la donna, Tartuffo inizia a lusingarla ripetutamente con le sue massime moralistiche, facendole intendere esplicitamente il forte ardore che egli prova per lei e confessandole che l'ha sempre desiderata ed amata dal primo momento che l'ha vista.
Tartuffo proietta nel suo tentativo di seduzione lo stesso criterio cui si ispira tutto il suo comportamento, la regola cioè della duplicità, della scissione tra essere e apparire. Nonostante tali dichiarazioni la sorprendano, Elmira non si scompone, ma anzi, dopo avergli fatto capire l'impossibilità della realizzazione dei suoi desideri, gli promette che non rivelerà una sola parola al marito, o a qualsivoglia persona, a patto che lui rinunci alla mano di Marianna. In quel preciso istante entra Damide, il quale ha origliato, e, offeso dalle dichiarazioni avanzate alla madre, ha intenzione di vendicarsi rivelando tutto al padre, in modo tale da liberarsi di quell'ipocrita di cui ha sempre sospettato, nonostante l’ingannevole apparenza.
La madre si oppone, ritenendo l'accaduto di futile entità, oltre ad aver precedentemente promesso che nessuno sarebbe venuto a saperlo. Proprio mentre il figlio ribatte energicamente, entra Orgone, che dopo aver udito un breve resoconto dal figlio, manifesta la sua incredulità sull'accaduto. Tartuffo, accorgendosi dell'ingenua stupidità del padrone di casa, ne approfitta per recitare la parte della povera vittima umiliata e raggirata dalla maldicenza e dall'invidia altrui. Davanti a ciò, Orgone perde completamente la ragione, offendendo il figlio in ogni maniera e scusandosi premurosamente con Tartuffo. Il continuo ribattere di Damide sulla vera realtà dei fatti rende ancora più furibondo Orgone, che lo caccia di casa maledicendolo e diseredandolo. Dopo l'infelice partenza di Damide, Orgone ritorna dal suo beneamato Tartuffo scusandosi ancora e proponendogli di organizzare la sera stessa il matrimonio con Marianna, rendendolo erede di tutti i suoi beni, mosso dall'affetto nei suoi confronti, e per la voglia di far morire di rabbia e d'invidia tutti i suoi familiari contrari a ciò. L'ipocrita malfattore ovviamente non si oppone, ma accetta di buon grado l'idea folle e sconsiderata del suo benefattore.

### Atto IV
Cleante cerca di convincere Tartuffo a perdonare Damide nonostante quest'ultimo abbia ragione e a farlo ritornare a casa, comportandosi come quel vero cristiano devoto che lui tanto profetizza di essere. Tartuffo rifiuta asserendo che, nonostante lo abbia già perdonato, gli sarebbe impossibile condurre una lieta esistenza condividendo lo stesso tetto con Damide. Cleante, allora, manifesta e motiva le sue contrarietà alla decisione di Orgone nel lasciar tutti i beni a Tartuffo, il quale ancora una volta afferma che ha di buon grado accettato l'intera eredità, non perché è legato ai beni terreni, ma solamente per premura che quella eredità non vada in mani sbagliate e malevole. Ma quando Cleante gli propone di lasciar al caso le sorti dell'eredità, e che sia lui ad andarsene da casa, così da permettere il rientro di Damide, Tartuffo è costretto a trovare la scusante di impegni religiosi impellenti, in modo tale da allontanarsi e abbandonare la fastidiosa discussione. Poco dopo, a casa, Marianna, Dorina, Cleante ed Elmira decidono di riunirsi e chiedere collettivamente l'annullamento del matrimonio tra Marianna e Tartuffo, organizzato da Orgone per la sera stessa.
Orgone liquida velocemente le suppliche della figlia, e zittisce Dorina e Cleante, che non trovano nemmeno il tempo di parlare. Elmira, quindi, si frappone come ultimo baluardo difensivo al matrimonio, proponendo al marito di mostrargli la prova delle sfacciate avance di Tartuffo. Inizialmente scettico, Orgone accetta credendo che quello della moglie non sia che un patetico tentativo di cacciar via il povero ed immacolato Tartuffo, in modo da annullare il matrimonio. Ha dunque luogo quello che si può definire un episodio metateatrale. Infatti Elmira organizza seduta stante una recita per smascherare l'ipocrita usurpatore, davanti agli occhi dell'ingenuo marito. Una volta fatto nascondere Orgone sotto il tavolo e aver mandato a chiamare Tartuffo, Elmira inizia la sua recita, confessando a Tartuffo il suo amore che nella discussione precedente aveva negatoper pudore ed indecisione.
Tartuffo, invece, si dimostra essere una «vecchia volpe», come lo chiama Dorina, nutrendo inizialmente dei sospetti per tale repentino cambio di idea. L'astuzia e l'abilità di Elmira però sono di gran lunga superiori a quelle di Tartuffo, che alla fine cede alle apparenze, chiedendole che gli sia dato un anticipo dell'amore che lei prova per lui. Intanto Orgone, accovacciato sotto il tavolo, ascolta tutto. Elmira imbarazzata asserisce di aver paura di macchiarsi di adulterio, sporcando la sua anima e offendendo il cielo. Tartuffo ribatte asserendo di essere indifferente a commettere i peccati, a patto che nessuno li veda e che siano a fin di bene. Infatti Tartuffo le garantisce che la vera offesa è nello scandalo della eventuale rivelazione della verità.
Dunque, proprio quando Tartuffo si appresta a consumare i piaceri con Elmira, esce Orgone, che dopo averlo fermato in tempo, lo scaccia fuori di casa. Orgone butta fuori di casa Tartuffo in maniera tutto sommato molto meno aggressiva di come aveva gettato fuori suo figlio Damide. Ciò fa capire di come per Orgone sia difficile rivolgersi a Tartuffo in maniera aspra, dopo quello di cui si era pienamente convinto. Nonostante lo smascheramento e la cacciata dell'ipocrita venditore di fumo, prima di andarsene Tartuffo asserisce che ormai la casa è legalmente sua, e che glielo dimostrerà, facendogliela pagare. Elmira e Orgone, quindi, intuiscono da tali parole minacciose ed infauste il preludio a nuovi guai.

### Atto V
In presenza di Cleante, Orgone inizia a rinnegare tutte le azioni caritatevoli ed altruistiche compiute nei confronti del lestofante. Si pente soprattutto di aver lasciato tutta l'eredità nelle sue mani e di avergli consegnato una certa cassetta, deposito di un vecchio amico di nome Argante, che gliela aveva affidata con gran segretezza, dal momento che conteneva informazioni strettamente personali.
Orgone quindi maledice ancora Tartuffo, insieme a tutte le persone ipocrite. Cleante lo dissuade da tale pensiero frettoloso, ricordandogli che esistono persone davvero oneste e persone che si fingono tali, ma che in realtà sono dei furfanti. Giunge la signora Peronella, che per ironia della sorte, mostra incredulità rispetto alle parole del figlio sul resoconto delle malefatte di Tartuffo. L'anziana signora si atteggia quindi come aveva fatto il figlio con il resto della famiglia, difendendo l'ipocrita Tartuffo ed asserendo in suo favore la maldicenza e l'invidia altrui. Dorina ne approfitta per fare del sarcasmo, e mettere a nudo le sue ingenue e passate convinzioni sull'onestà di Tartuffo. Proprio mentre tutta la famiglia riunita discute su come muoversi nei confronti del loro comune nemico, si presenta un estraneo che chiede di essere ricevuto, venendo da parte del Signor Tartuffo. L'uomo si presenta, dicendo di chiamarsi Signor Leale, e di essere un messo giudiziario, incaricato di far sgombrare, entro il mattino successivo, la casa, che legalmente spetta di diritto al Signor Tartuffo. A tali parole quindi la signora si convince di quanto dice il figlio. I mali però non sono ancora finiti. Infatti giunge Valerio, il quale dice a Orgone che un carissimo amico gli ha confidato che la cassetta che ha dato a Tartuffo contiene materiale e prove di atti criminosi e che Argante altri non è che un criminale di stato.
Valerio, dunque, lo esorta alla fuga, donandogli 1000 luigi e offrendosi di accompagnarlo per un breve tratto in un luogo sicuro. Orgone lo ringrazia di cuore, promettendogli di ripagare il favore, in futuro. Ma proprio mentre Orgone si appresta alla fuga, Tartuffo, seguito da una schiera di uomini, lo ferma. Tartuffo, dunque, divenuto messo del principe, lo dichiara in arresto, facendo notare a tutti di essere dalla parte del giusto. L'intera famiglia inizia quindi ad accusarlo di ingratitudine e di essere un ipocrita, infastidendo Tartuffo, che sollecita il Gendarme ad arrestare Orgone. Si ha oraun vero e proprio colpo di scena, perché il Gendarme invece arresta Tartuffo, proclamandolo inequivocabilmente colpevole e allo stesso tempo enormemente ingenuo per aver creduto, anche solo per un attimo, di illudere la lungimiranza del giusto Re di Francia, che protegge sempre le oneste persone e che aveva inscenato tutta questa farsa solamente allo scopo di vedere fin dove la malvagità di Tartuffo , ben noto al re stesso come famoso truffatore, si spingesse. Il Gendarme aggiunge inoltre che la casa è nuovamente di proprietà di Orgone e che quest'ultimo è perdonato per il reato di favoreggiamento, al quale è stato costretto per aiutare un amico. L'intera famiglia mostra un sollievo collettivo ed Orgone asserisce che è intenzionato in primo luogo ad incontrare il Re in persona per prostrarsi ai suoi piedi, ringraziarlo per la sua bontà e poi organizzare le nozze tra Valerio e Marianna.

## Storia della composizione
Originariamente l'opera era una farsa all'italiana in tre atti che si concludeva con la vittoria di Tartuffo. A tal proposito Luigi XIV fece correggere l'opera, che finì dunque con la sconfitta di Tartufo e la vittoria di Orgone, distribuita in altri due atti. La prima versione, in 3 atti, venne rappresentata per la prima volta a Versailles 12 maggio 1664. La seconda versione, in 5 atti, venne rappresentata a Palais-Royal il 5 agosto 1667, dalla "Troupe de Monsieur, frère unique du Roi".
 L'opera si inserì in un momento storico delicato[senza fonte], ovvero la contrapposizione tra Gesuiti e Giansenisti in Europa e in special modo in Francia, e lo fece con una satira pungente che non fu gradita agli ambienti conservatori e religiosi della monarchia, tanto che la cosiddetta «cabala dei devoti» ottenne la proibizione della rappresentazione pubblica della commedia. Nel 1667 la compagnia di Molière (che ormai era diventata compagnia del Re) ripropose al pubblico parigino la commedia, con il titolo di Panulfo o l'impostore, e con leggeri cambi di nome dei personaggi. Luigi XIV però rinnovò il divieto, al termine di una diatriba che coinvolse anche le autorità religiose. La questione si risolse nel 1669 a favore di Molière. Nel frattempo la situazione politica era cambiata[senza fonte], e il nuovo clima di distensione rendeva possibile la revoca del divieto. Il 5 febbraio egli indirizza al re una lettera, in seguito alla quale, quella stessa sera, si ricominciò a rappresentare Il Tartuffo.

## La satira sull'ipocrisia
L'intera opera è una satira nei confronti della società nobile francese del '600. Il Tartuffo è infatti l'emblema dell'ipocrita che vive sotto la maschera della devozione religiosa e dell'amicizia verso Orgone ma in realtà vuole approfittare della sua fiducia per trarne vantaggio e, in seguito, tradirlo. Così, come afferma Moliere stesso in una presentazione della commedia al re di Francia:
In questa commedia sull'ipocrisia Molière utilizza tutte le sue doti ed esperienze: gli elementi del riso scoperti da bambino alle fiere, i momenti trascorsi in provincia lontano da Parigi e tutto il sapere acquisito nel corso della sua vita. La varietà dei mezzi è rilevante: elementi della farsa, ad esempio Orgon che si nasconde sotto il tavolo; la commedia di intrigo come la storia della scatola con i documenti; commedia del costume per le scene svolte in casa di un ricco borghese e ancora la commedia dei personaggi per le dipendenze delle azioni di sviluppo della natura dell'eroe.
Non solo, l'opera risulta anche una tipica commedia classica perché tutte le regole sono osservate minuziosamente, infatti, lo scopo principale non è solo intrattenere ma anche istruire lo spettatore. Dice Orgon:
Molière attraverso il personaggio del ricco borghese cerca di offrire il proprio aiuto a tutte quelle persone, credenti, che incappano in mostri come Tartuffe e non hanno i mezzi per contrastarlo. L'autore intende mettere in guardia da comportamenti simili a quelli descritti nelle singole scene, invitando a prendere le redini della propria vita senza cadere nell'eccesso di fiducia di Orgon.
Tartuffe è l'emblema dell'ipocrisia, è un personaggio studiato spaventosamente abile nel suo genere. È un eccellente osservatore, guarda con attenzione i movimenti di ogni singolo membro della famiglia, ne studia le debolezze, scopre i segreti e su quelli si sofferma. Sa come utilizzare le parole, riesce a collocarle perfettamente in ogni circostanza passando con estrema tranquillità da un lessico forbito ad uno più popolare. Conosce la sua materia, quella religiosa, e con le sue abilità riesce perfettamente a farla valere.
L'aspetto caratteristico dell'impostore è creato dalla sua immaginaria santità e umiltà, non è privo di attrattiva esterna, ha modi cortesi e insinuanti, dietro i quali si nascondono la prudenza, l'energia, un'ambiziosa sete di potere e la capacità di vendicarsi. È paziente, riesce ad aspettare il momento più adatto per attaccare e mettere in atto i suoi subdoli piani.
Riesce ad insinuarsi nelle case delle sue vittime e si stabilisce perfettamente anche in quella di Orgon, che non solo soddisfa i suoi più piccoli capricci, ma è anche pronto a dargli in moglie sua figlia Mariane. Gli confida tutti i suoi segreti come se fosse un amico e per di più gli affida la custodia della preziosa scatola come se di lui potesse fidarsi ciecamente.
Tartuffe ci riesce, perché è un abile psicologo; non si limita ad ascoltare le paure, lui ci gioca con disinvoltura. La sua ipocrisia, però, si cela in ben altre situazioni. L'impostore sa coprire perfettamente i suoi piani insidiosi con argomenti religiosi. Non ama Mariane, per lui è solo una sposa redditizia, è rimasto affascinato dalla bella Elmire che sta cercando di sedurlo e per farlo si serve dei suoi ragionamenti di falsa devozione, secondo cui il tradimento non è un peccato se nessuno ne ha consapevolezza.
Quando viene scoperto la prima volta e Damis è il testimone dell'incontro segreto, Tartuffe riesce a cavarsela grazie alla maschera dell'ipocrisia, assumendo una posa di autoflagellazione e pentimento per i presunti peccati imperfetti, giunge nuovamente a rendere Orgon suo protettore. La sua vera natura viene mostrata quando cade in trappola e viene cacciato di casa; in quella scena inizia a vendicarsi mostrando la sua natura viziosa, corrotta ed egoista.
Questa commedia ha un importante valore sociale perché Molière ha dipinto non le relazioni familiari private bensì il vizio sociale più pericoloso e dannoso: l'ipocrisia. Non è un caso, dice Molière, se l'ipocrisia fu il principale vizio di Stato della Francia dei suoi anni. Parigi era piena zeppa di persone come Tartuffe: truffatori, vendicatori, impostori dominavano impuniti il paese commettendo vere e proprie atrocità. Le loro attività promuovevano l'illegalità e questa situazione, descritta dettagliatamente nella commedia, avrebbe dovuto allertare l'intera comunità francese, ma le diverse censure testimoniano il contrario.
Tuttavia, se il re non fu in grado di combattere l'ipocrisia che dilaniava nelle sue terre ci fu chi, invece, riuscì da subito a vedere il vero volto del Tartuffe. È la generazione dei giovani, capeggiati dalla serva Dorine, che con le loro intuizioni riuscirono a trovare i mezzi per combattere l'impostore.

## Riferimenti in altre opere
- Carlo Goldoni si ispirò a questo lavoro per la composizione della sua commedia Il Molière.
- Il Tartuffo viene citato da Leonardo Sciascia nel romanzo Candido, ovvero Un sogno fatto in Sicilia del 1977.
- Il personaggio di Tartuffo viene più volte citato anche da Stendhal nel romanzo Il rosso e il nero dove il protagonista, Julien Sorel, si immedesima a più riprese nel personaggio di Molière.
- Anche Honoré de Balzac nel suo I piccoli borghesi cita più volte Tartuffe per descrivere i suoi personaggi.
- Il regista tedesco Friedrich Wilhelm Murnau ha diretto Tartufo (1925), versione cinematografica interpretata da Emil Jannings.
- Il personaggio di Tartuffo viene citato anche nella poesia Il castigo di Tartufo di Arthur Rimbaud.

### Edizioni in lingua originale
- Tartuffe ou l'imposteur / édition Louandre, préface, texte étabil par Charles Louandre, Charpentier, 1910, tome II, p. 364 - 368.

### Edizioni italiane dell'opera
- Molière: i capolavori. I dieci testi più rappresentati, tradotti per la scena da Guido Mazzella, Roma, Bagatto Libri, 2008
- Molière: Don Giovanni, Molière, a cura di D. Gambelli e Dario Fo. Don Giovanni, Introduzione, Cronologia, Notizie sull'opera, Venezia, Marsilio, 2011
- Luigi Lunari, a cura di, Molière Il Tartuffo ovvero l'impostore, Bur Rizzoli, Milano 2021.

### Letteratura critica
- Ramon Fernandez, Molière o l'essenza del comico, Rusconi Libri, Milano 1980.
- Francesco Fiorentino, Il Teatro Francese del Seicento, Gius. Laterza & Figli, Urbino 2008.
- Luigi Lunari, a cura di, Molière Il Tartuffo ovvero l'impostore, Bur Rizzoli, Milano 2021.
- Michail Bulgakov, Vita del signor de Molière, Giangiacomo Feltrinelli Editore, Milano 2022.